# Innimond
Innimond è un comune francese di 87 abitanti situato nel dipartimento dell'Ain della regione dell'Alvernia-Rodano-Alpi.
Talvolta, anche in fonti ufficiali, si parla di Innimont, in luogo di Innimond.

## Società

### Evoluzione demografica
Abitanti censiti